# Licuala gjellerupii
Licuala gjellerupii är en enhjärtbladig växtart som beskrevs av Odoardo Beccari. Licuala gjellerupii ingår i släktet Licuala och familjen Arecaceae. Inga underarter finns listade i Catalogue of Life.